# Baher Dar
Baher Dar (amharique : ባሕር ዳር, Baḥər Dar) (Bahir Dar ou encore Bahar Dar) est une ville située au nord-ouest de l'Éthiopie.

## Géographie
La ville comptait 191 016 habitants au recensement de 2011. C'est la capitale de la région Amhara.

## Histoire
C'était autrefois un village de chasseurs, puis un centre d'échange très important pour les caravaniers.
C'est une ville en pleine expansion qui jouit d'une situation privilégiée au bord du lac Tana. L'extrémité méridionale de ce lac, christianisée à partir du XIIe siècle, a joué un rôle majeur dans le développement de la région, devant Gondar, l'ancienne capitale de l'empire et du Bégemder. Les longues allées bordées de palmiers et la présence d'un palais sur les hauteurs de la ville témoignent de l'ancienne ambition de l'empereur Hailé Sélassié de vouloir faire de Baher Dar la capitale moderne de l'Éthiopie.

## Tourisme et environnement
La « ville source du Nil Bleu » fait également partie des relais-étapes importants du circuit touristique de la moitié nord de l'Éthiopie. Pour ces raisons, la municipalité tente de mettre au point une gestion intégrée du rivage qui s'insère dans une logique de développement durable afin de préserver un environnement fragile, fournir de l'eau potable aux générations de demain et garantir bien être et prospérité aux actuels riverains...

## Moyens de communication
Baher Dar possède un aéroport (code AITA : BJR).